# Prairie Thunder de Bloomington
Le Prairie Thunder de Bloomington est une franchise professionnelle de hockey sur glace en Amérique du Nord qui évolue dans la Ligue internationale de hockey. L'équipe est basée à Bloomington dans l'État de l'Illinois.

## Historique
La franchise est créée en 2006 et joue sa première saison dans l'United Hockey League. En 2007, l'UHL est renommée Ligue internationale de hockey.
L'équipe rejoint la Ligue centrale de hockey à la suite d'une fusion entre la LCH et la LIH.

### Saisons en LIH
| Saison    | PJ | V  | D  | N | DP | DF | Pts | Classement | Séries éliminatoires |
| --------- | -- | -- | -- | - | -- | -- | --- | ---------- | -------------------- |
| 2007-2008 | 76 | 31 | 38 | 0 | 3  | 4  | 69  | 6e place   | Ne participe pas     |
| 2008-2009 | 76 | 29 | 40 | 0 | 2  | 5  | 65  | 5e place   | Ne participe pas     |
| 2009-2010 | 76 | 31 | 34 | 0 | 5  | 6  | 73  | 4e place   |                      |

### Saisons en UHL
| Saison    | PJ | V  | D  | N | DP | DF | Pts | Classement               | Séries éliminatoires |
| --------- | -- | -- | -- | - | -- | -- | --- | ------------------------ | -------------------- |
| 2006-2007 | 74 | 25 | 54 | - | -  | 5  | 56  | 5e place, division ouest | Ne participe pas     |